# 26 ianuarie
ianuarie • februarie • martie  • aprilie  • mai  • iunie  • iulie  • august  • septembrie  • octombrie  • noiembrie  • decembrie
26 ianuarie este a 26-a zi a calendarului gregorian. Mai sunt 339 de zile până la sfârșitul anului (340 de zile în anii bisecți).

## Evenimente

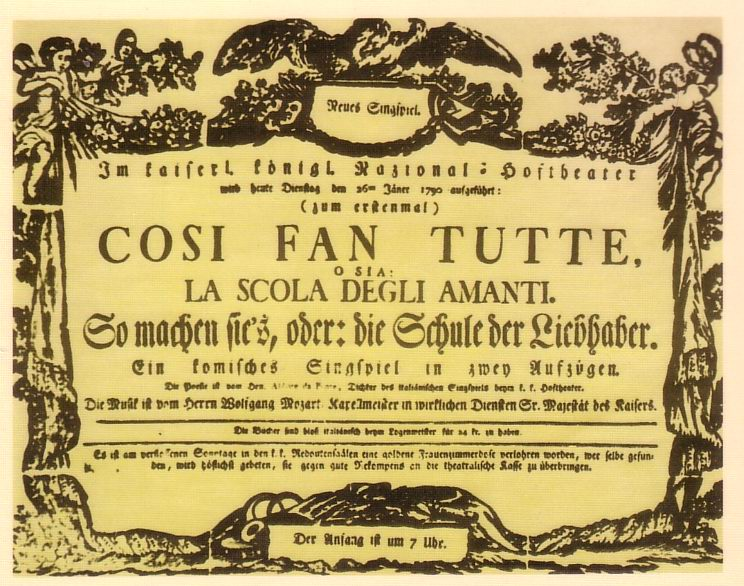
1790: Premiera, la Viena, a operei comice „Cosi Fan Tutte", a compozitorului Wolfgang Amadeus Mozart

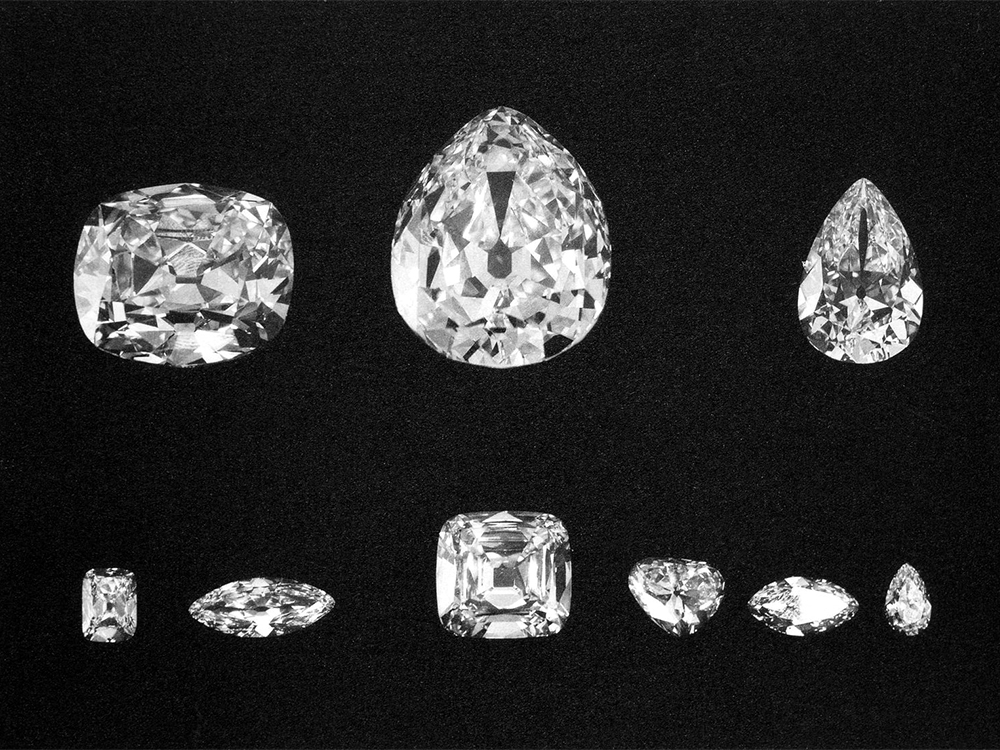
1905: Se descoperă în Africa de Sud cel mai mare diamant din lume, Cullinan. Diamantul a fost tăiat în 105 piese – 9 mari și 96 mici. În imagine cele 9 piese mari Cullinan.

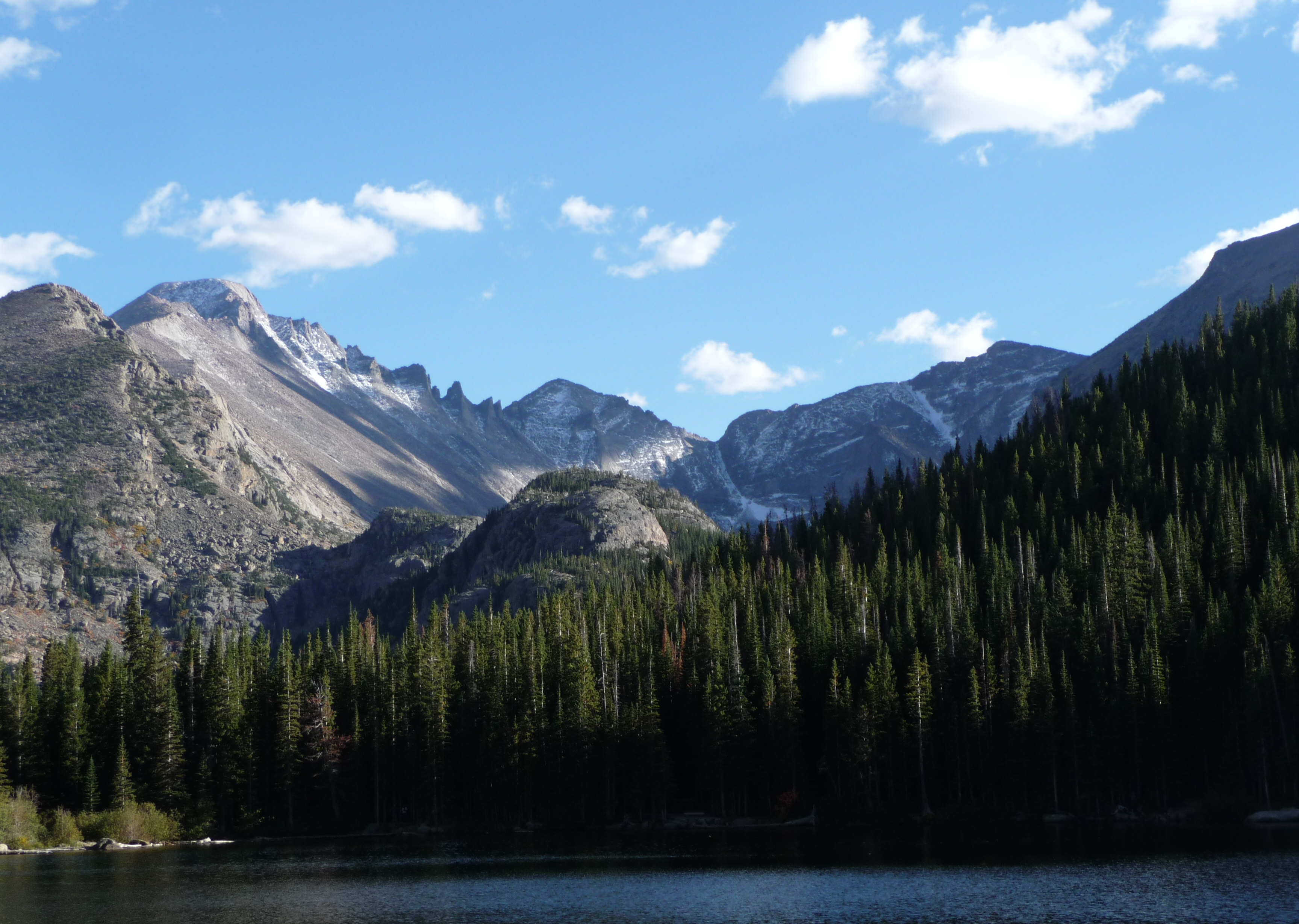
1915: Președintele american, Woodrow Wilson, fondează Parcul Național Rocky Mountain.

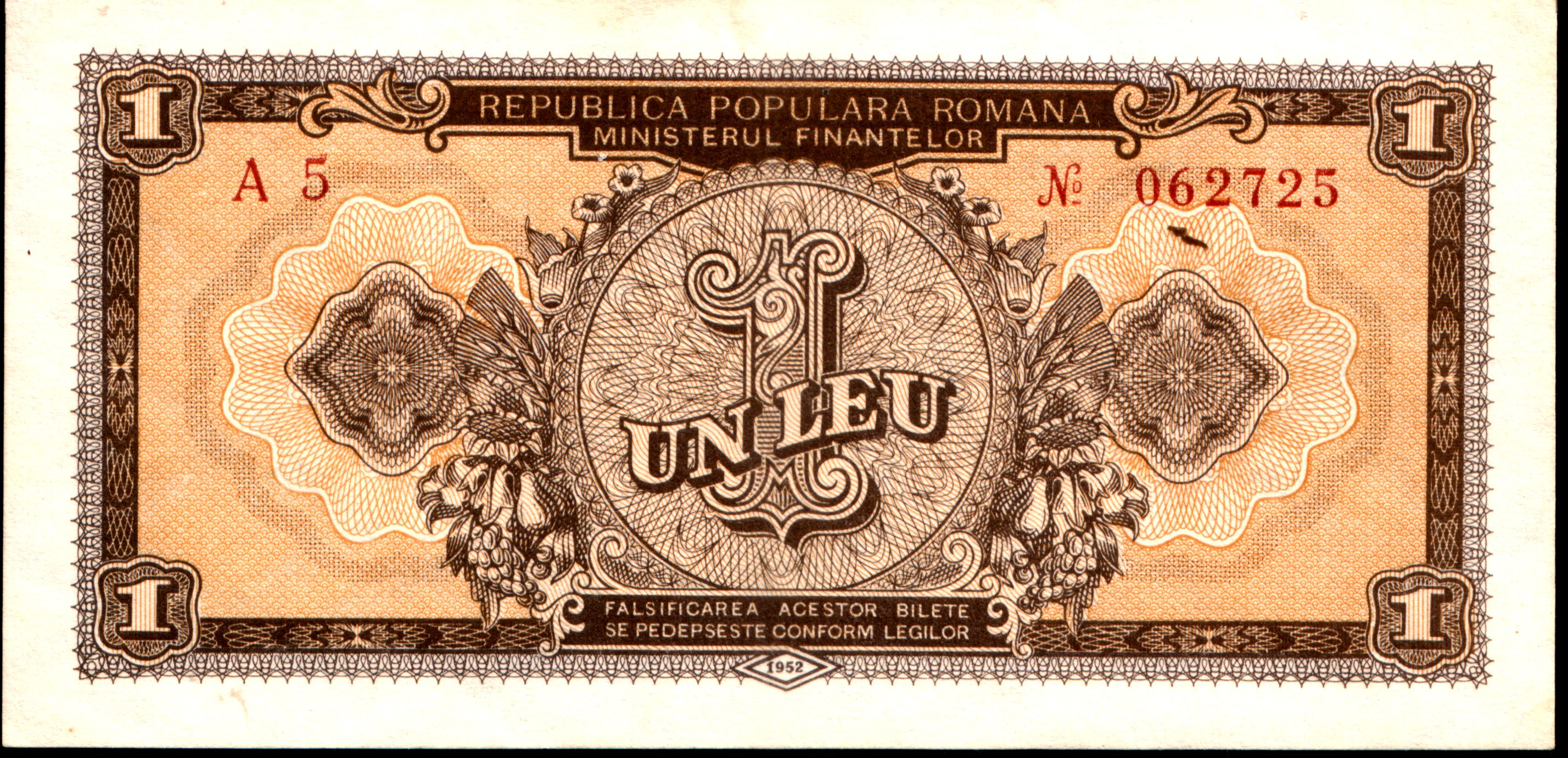
1952: Reformă monetară în Republica Populară Română la un raport de 1 leu nou=20 lei vechi.

- 1340: Regele Eduard al III-lea al Angliei se declară rege al Franței la începutul Războiului de 100 de Ani.
- 1500: Navigatorul spaniol, Vicente Yáñez Pinzón, a descoperit coasta Braziliei (această descoperire și-a revendicat-o însă Portugalia, în luna aprilie a aceluiași an).
- 1699: Prin Tratatul de pace de la Karlowitz (azi în Serbia), dintre Sfântul Imperiu Roman și Imperiul Otoman, Principatul Transilvaniei intră sub stăpânirea Curții de la Viena.
- 1788: Întemeierea primei colonii engleze în New South Wales; Ziua Națională a Australiei.
- 1790: Premiera, la Viena, a operei comice „Cosi Fan Tutte", a compozitorului Wolfgang Amadeus Mozart.
- 1837: Michigan a devenit cel de-al 26-lea stat al Statelor Unite ale Americii.
- 1865: Demisia guvernului Mihail Kogălniceanu (26 ianuarie/7 februarie).
- 1869: S-a întemeiat Partidul Național Român din Banat și Ungaria, sub conducerea lui Alexandru Mocioni (26 ianuarie/7 februarie).
- 1905: Se descoperă în Africa de Sud cel mai mare diamant din lume, Cullinan. În stare brută cântărea 3.025 carate. Diamantul a fost tăiat în 105 piese – 9 mari și 96 mici.
- 1915: Președintele american, Woodrow Wilson, fondează Parcul Național Rocky Mountain.[1]
- 1918: Demisia guvernului Ion I. C. Brătianu–Take Ionescu (26 ianuarie/8 februarie); noul guvern va fi condus de generalul Alexandru Averescu.
- 1918: Rusia Sovietică rupe legăturile cu Regatul României.[2]
- 1924: La trei zile după moartea lui Lenin, orașul Petrograd este redenumit Leningrad de al doilea Congres al Consiliilor URSS, în scopul de a onora permanent pe defunctul revoluționar.
- 1930: Se pun bazele „Buletinului Federației", singura publicație a Federației corpului didactic din România.
- 1939: Ocuparea orașului Barcelona, de către fasciști.
- 1950: Proclamarea republicii India. Ziua Națională a Indiei.
- 1952: Republica Populară Română. Hotărârea Consiliului de Miniștri prin care se declanșează reformă monetară, la un raport de 1 leu nou=20 lei vechi.
- 1956: Austriacul Toni Sailer face senzație la Cortina d'Ampezzo, Italia, unde se desfașoară Jocurile Olimpice de iarnă, câștigând toate cele trei probe de schi alpin: slalom, slalom uriaș și coborâre.
- 1957: Premiera filmului „La Moara cu noroc”, ecranizare de Victor Iliu după nuvela lui Ioan Slavici, o reușită a cinematografiei românești.
- 1965: Hindi devine limba oficială în India.
- 1976: România devine membră a Grupului celor 77.
- 1980: Israel și Egipt stabilesc relații diplomatice.
- 1983: Ziua mondiala a vămilor sub auspiciile Organizației Mondiale a Vămilor.
- 1993: Václav Havel a fost ales președinte al Cehiei.
- 1994: Este semnat, la Bruxelles, de către ministrul român de Externe, Teodor Meleșcanu, Documentul–cadru privind participarea României la Parteneriatul pentru pace, propus de NATO. Documentul permite participarea în comun la operațiuni de menținere a păcii și de rezolvare a situațiilor de criză, ca și la aplicații militare comune, să-și perfecționeze, prin cooperare, pregătirea de luptă, să primească asistență pentru restructurarea organismelor militare.
- 1996: Senatul Statelor Unite ale Americii a aprobat tratatul „START-2" cu privire la reducerea și limitarea armamentelor strategice ofensive (documentul fusese semnat la Moscova, la 3 ianuarie 1993, de către președinții Boris Elțin și George Bush).
- 1999: Întâlnirea dintre Papa Ioan Paul al II-lea și președintele american Bill Clinton. Suveranul pontif rămâne la Saint-Louis 48 de ore.
- 2001: Cutremur cu magnitudinea de 6,9 grade pe scara Richter în nordul Indiei. Au decedat peste 20.000 de oameni, iar alți peste 167.000 au fost răniți. Au fost distruse în jur de 340.000 de clădiri.

## Nașteri
- 1468: Guillaume Budé (Budaeus), umanist, diplomat, filolog și elenist francez (d. 1540)
- 1595: Antonio Maria Abbatini, compozitor italian (d. 1679)
- 1624: Georg Wilhelm, Duce de Brunswick-Lüneburg, bunicul regelui George al II-lea al Marii Britanii (d. 1679)
- 1714: Jean-Baptiste Pigalle, sculptor francez (d. 1785)
- 1763: Carol al XIV-lea Ioan al Suediei, rege al Suediei și Norvegiei (d. 1844)
- 1781: Ludwig Achim von Arnim, poet german (d. 1831)

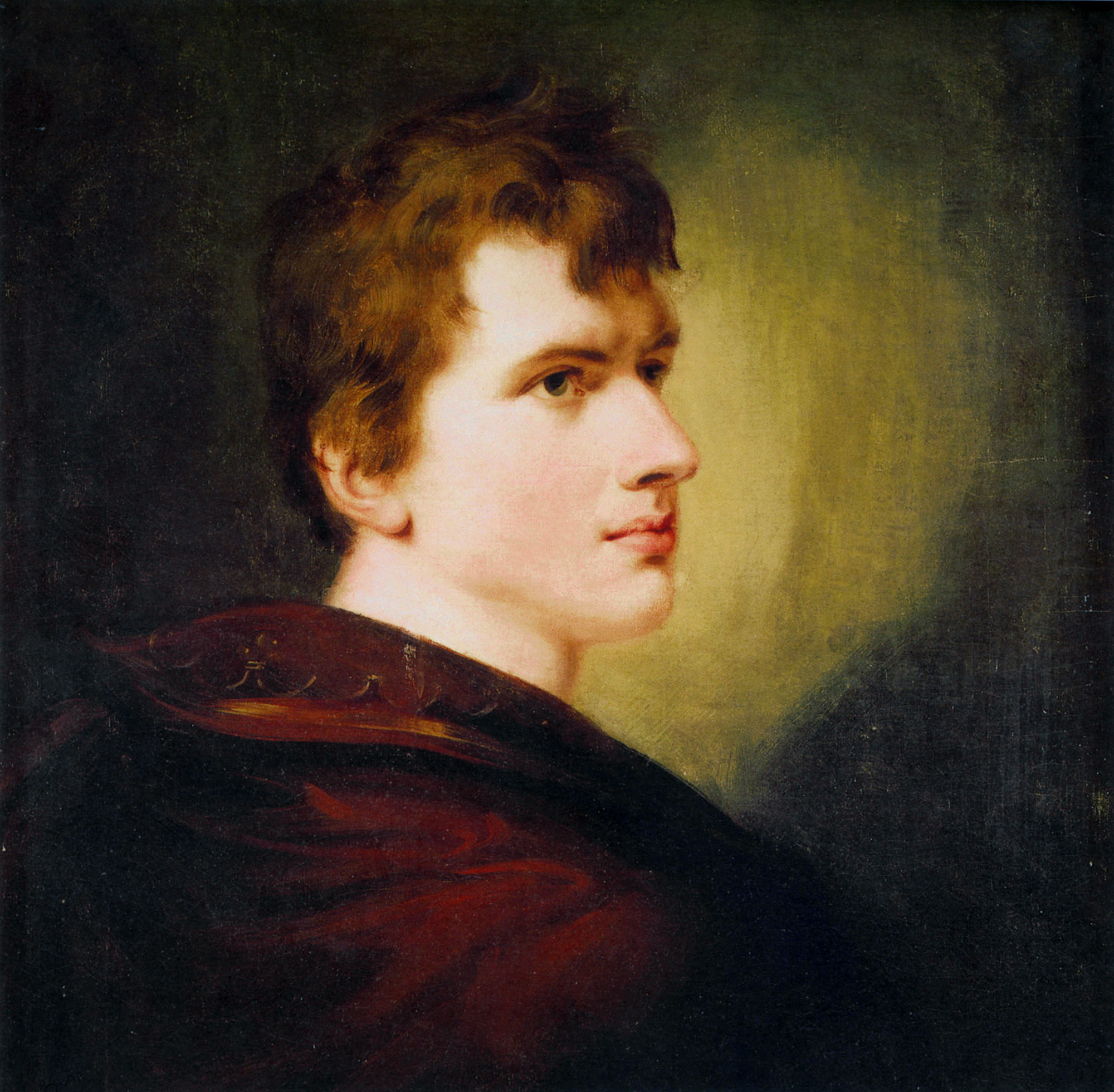
Ludwig Achim von Arnim, poet german
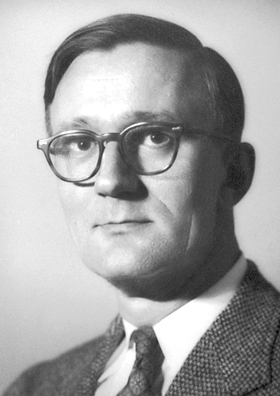
Polykarp Kusch, fizician american
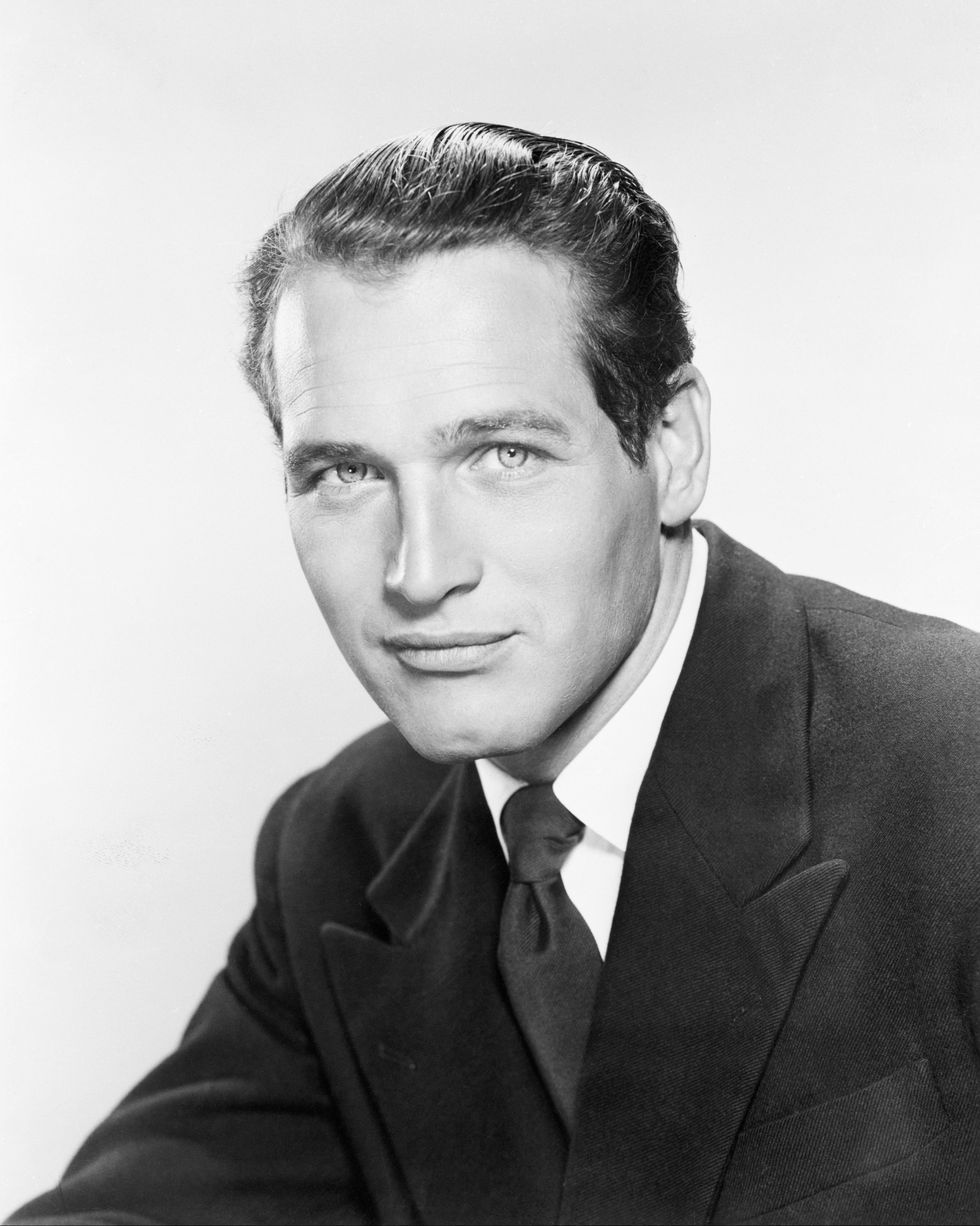
Paul Newman, actor american

- 1804: Eugène Sue, romancier francez (d. 1857)
- 1816: Eugenio Agneni, pictor italian (d. 1879)
- 1842: François Coppée, poet și romancier francez (d. 1908)
- 1878: Luís de Orléans-Braganza (d. 1920)
- 1880: Charles Catteau, designer industrial Art Déco francez (d. 1966)
- 1880: Douglas MacArthur, general american  (d. 1964)
- 1911: Polykarp Kusch, fizician american (d. 1993)
- 1918: Nicolae Ceaușescu, dictator român (d. 1989)
- 1921: Akio Morita, inventator japonez (d. 1999)
- 1925: Nicolae Balotă, eseist, critic literar, memorialist și traducător român (d. 2014)
- 1925: Elisabeta Neculce-Carțiș, soprană română (d. 1998)
- 1925: Paul Newman, actor și regizor american de film (d. 2008)
- 1928: Roger Vadim, regizor francez (d. 2000)
- 1941: Adi Cusin, poet român (d. 2008)
- 1941: Cătălina Murgea, actriță română (d. 2009)
- 1942: Ion Cristinoiu, compozitor, orchestrator, dirijor și instrumentist român (d. 2001)
- 1943: Constantin Rezachevici, istoric român (d. 2021)
- 1943: Luiz Carlos Prates, jurnalist și psiholog brazilian
- 1944: Constantin Parascan, scriitor și critic literar, muzeograf, profesor universitar român
- 1946: Gene Siskel (Eugene Kal Siskel), critic american de film (d. 1999)
- 1947: Mircea Gheordunescu fizician român
- 1955: Eddie Van Halen, chitarist și textier american de origine olandeză (d. 2020)
- 1966: Sonexay Siphandone, politician laoțian, prim-ministru al Laosului
- 1970: Bjarni Benediktsson, politician islandez, prim-ministru al Islandei (ianuarie - noiembrie 2017 și aprilie - decembrie 2024)
- 1974: András-Levente Máté, politician român
- 1978: Corina Morariu, jucătoare americană de tenis de origine română
- 1985: Florin Mergea, jucător român de tenis
- 1987: Rigoberto Urán, ciclist columbian
- 1990: Sergio Pérez, pilot mexican de Formula 1

## Decese
- 1823: Edward Jenner, medic britanic (n. 1749)
- 1824: Theodore Gericault, pictor și grafician francez, unul dintre inițiatorii romantismului (n. 1791)
- 1855: Gérard de Nerval, scriitor francez (n. 1808)

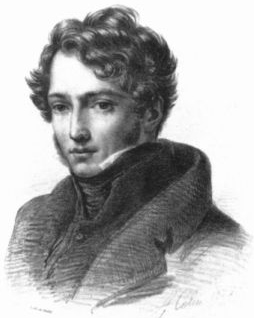
Theodore Gericault, pictor francez
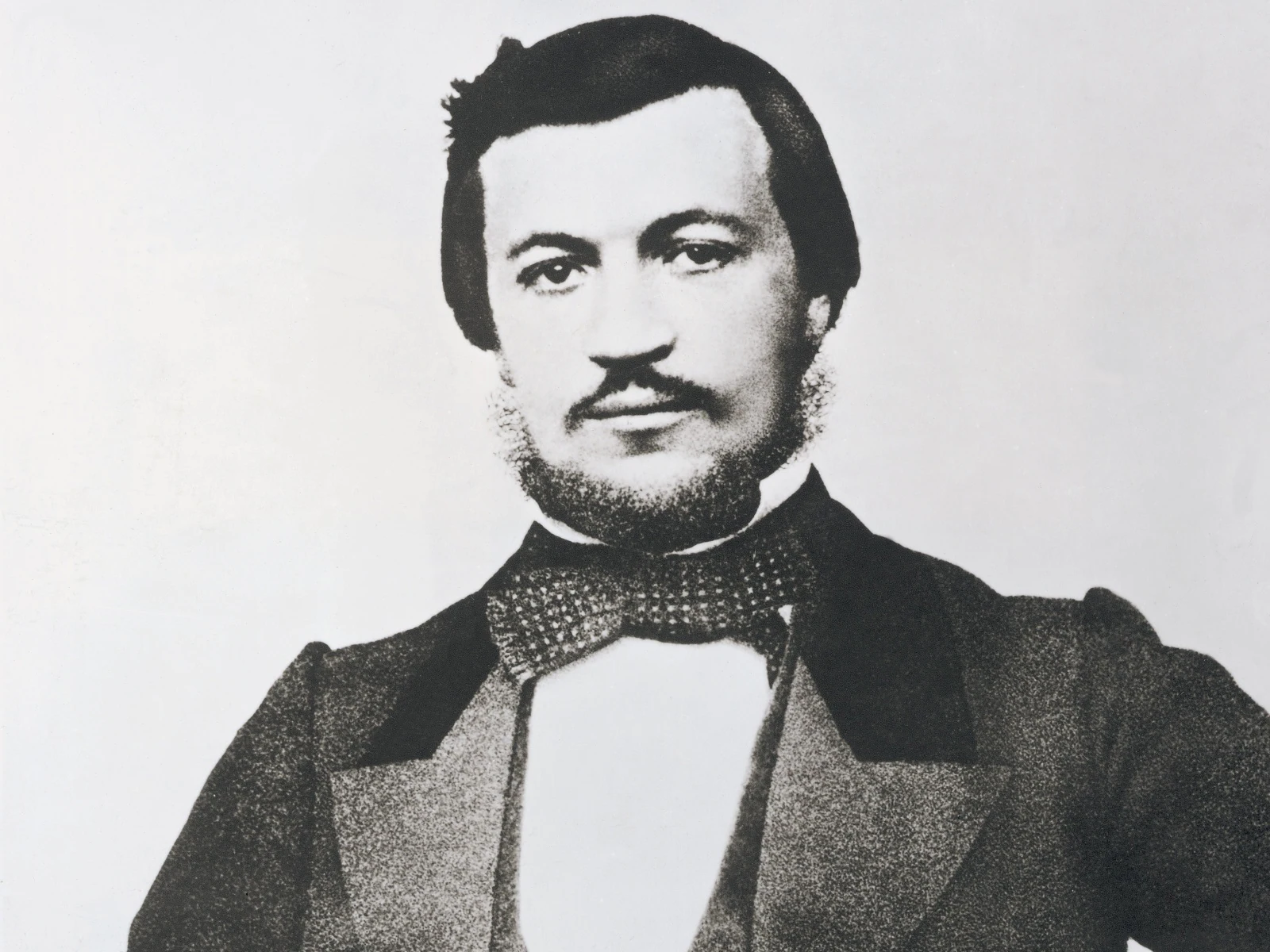
Nikolaus August Otto, inginer și industriaș german
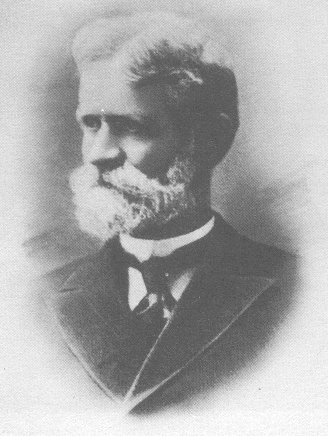
Almon Brown Strowger, inventator american

- 1873: Amélie de Leuchtenberg, a doua soție a împăratului Pedro I al Braziliei (n. 1812)
- 1878: Théophile Schuler, pictor francez (n. 1821)
- 1891: Nikolaus August Otto, inginer și industriaș german (n. 1832)
- 1902: Iosif Naniescu (Ioan Mihalache), mitropolit și cărturar român, membru de onoare al Academiei Române (n. 1820)
- 1902: Almon Brown Strowger, inventator american (n. 1839)
- 1926: Bucura Dumbravă, prozatoare română (n. 1868)
- 1944: Maica Smara (n. Smaranda Gheorghiu), scriitoare și publicistă română, militantă activă în mișcarea feministă a epocii (n. 1857)
- 1946: René-Xavier Prinet, pictor francez (n. 1861)
- 1947: Prințul Gustav Adolf, Duce de Västerbotten (n. 1906)
- 1962: Lucky Luciano, gangster american (n. 1897)
- 1965: George Enacovici, compozitor român (n. 1891)
- 1973: Edward G. Robinson, actor american de origine română (n. 1893)
- 1979: Nelson Alderich Rokefeller, om politic american (n. 1908)
- 1993: Robert Jacobsen, sculptor și pictor danez (n. 1912)
- 2004: Eva Behring, profesoară universitară și specialistă germană în domeniul literaturii române (n. 1937)
- 2014: Cicerone Ionițoiu, activist civic și memorialist român (n. 1924)
- 2014: José Emilio Pacheco, poet mexican (n. 1939)
- 2016: Elena Negreanu, actriță, graficiană și regizoare română (n. 1918)
- 2019: Michel Legrand, compozitor, aranjor, dirijor și pianist francez (n. 1932)
- 2020: Kobe Bryant, jucător american de baschet (n. 1978)
- 2022: Philippe Contamine, istoric medievist francez (n. 1932)

## Sărbători
- Australia: Sărbătoare națională - Întemeierea primei colonii engleze în Australia - (1788)
- India: Sărbătoare națională - Ziua Republicii - (1956)
- "Ziua mondială a vămilor" - (se marchează din 1983)
- În calendarul romano-catolic: Sfinții Timotei și Tit, episcopi
- Ziua internațională a partenerilor de viață (International Spouses Day)